# بيتر أتكينز
بيتر أتكينز (بالإنجليزية: Peter Atkins)‏ هو قسيس نيوزيلندي، ولد في 29 أبريل 1936.